# Styliana Ioannidou
Styliana Ioannidou (* 17. Dezember 2003 in Limassol) ist eine zyprische Leichtathletin, die sich auf den Hochsprung spezialisiert hat.

## Sportliche Laufbahn
Erste internationale Erfahrungen sammelte Styliana Ioannidou im Jahr 2019, als sie bei den Spielen der kleinen Staaten von Europa (GSSE) in Bar mit übersprungenen 1,74 m die Bronzemedaille hinter der Montenegrinerin Marija Vuković und ihrer Landsfrau Despina Charalambous gewann. Anschließend gewann sie auch beim Europäischen Olympischen Jugendfestival (EYOF) in Baku mit 1,80 m die Bronzemedaille. 2021 belegte sie bei den Balkan-Hallenmeisterschaften in Istanbul mit einer Höhe von 1,80 m den vierten Platz und bei den U20-Europameisterschaften in Tallinn belegte sie mit 1,83 m den sechsten Platz, ehe sie bei den U20-Weltmeisterschaften in Nairobi mit neuer Bestleistung von 1,87 m die Bronzemedaille gewann. Im Jahr darauf wurde sie bei den Balkan-Meisterschaften in Craiova mit 1,80 m Siebte und anschließend gelangte sie bei den Mittelmeerspielen in Oran mit 1,77 m auf Rang neun. Daraufhin schied sie bei den U20-Weltmeisterschaften in Cali mit 1,72 m in der Qualifikationsrunde aus. 2025 belegte sie bei den U23-Europameisterschaften in Bergen mit 1,91 m den vierten Platz und kurz darauf wurde sie bei den World University Games in Bochum mit 1,84 m ebenfalls Vierte.
In den Jahren 2020 und 2021 wurde Ioannidou zyprische Meisterin im Hochsprung.